# Het spookdorp
Het spookdorp is het 252e stripverhaal van Jommeke. De reeks wordt getekend door Studio Jef Nys. Het album verscheen op 13 oktober 2010. 

## Personages
In dit verhaal spelen de volgende personages mee:
- Jommeke, Flip, Filiberke, Professor Gobelijn, Rozemieke, Marie, Teofiel.

## Verhaal
Het verhaal begint in een vissersdorpje in het ruige noorden van Ierland. Het dorpje wordt reeds enkele weken geteisterd door spoken. Alle inwoners trekken weg uit het dorp. Welk geheimzinnig spook jaagt hen zoveel schrik aan? Stilaan verandert het dorpje in een 
spookdorp.
Geheel bij toeval is Jommeke met zijn vriendjes en zijn ouders op vakantie in Ierland. Met de caravan op weg naar een volgende bestemming vallen ze plots zonder brandstof. Teofiel besluit om in het dichtstbijgelegen dorpje brandstof te gaan halen. In looppas vertrekt hij naar Sandwick. Onderweg wordt hij nog gewaarschuwd dat het in dat dorp spookt. Maar hij gelooft niet in spoken en rare verschijningen, en gaat verder. Als Teofiel na enkele uren nog altijd niet terug is, worden Jommeke en zijn vrienden ongerust. Ze gaan Teofiel zoeken. Maar in Sandwick is niemand te vinden, en Teofiel ook niet. Griezelig! Enkel in een herberg, namelijk "In de viskop" brandt er nog licht. Deze mensen zijn nog de laatste overblijvers van het dorp en vertellen de vrienden dat iedereen van de dorpelingen is gevlucht. Dit door spookachtige verschijningen die de gedaante van de mensen uit het dorp kan nemen. Toch gaan ze samen op zoek naar Teofiel ...
Dan ziet Filiberke plots Teofiel in een spookachtige gedaante. Een spookt, dat op Teofiel lijkt, vertelt dat hij meteen terug naar huis moet gaan met zijn vrienden, of hij neemt ze allemaal mee naar spokenland. Het spook lijkt heel echt. Maar volgens Jommeke moet er een straffe truc achter verstopt zitten. Kort daarna wordt Flip ook ontvoerd. Jommeke zit met zijn handen in het haar en wordt moedeloos. Plots hoort hij vreemde spookgeluiden. Maar het is slechts de wind die huilt en speelt tussen de mysterieuze rotsen. Die rotsen zijn restanten van een meteoor die er eeuwen geleden insloeg.
De volgende dag gaat Jommeke op zoek in een dichtbijgelegen kasteel. Doch, er is een geheimzinnige gemaskerde man die Jommeke nauw in het oog houdt. De gemaskerde wil Jommeke in een val lokken, maar dit mislukt door een wilde hond die hem aanvalt. Intussen heeft de geheimzinnige man zich uit de voeten gemaakt. Jommeke is op zijn hoede, en gaat verder. Door overmoed valt Jommeke in een vergeetput. Maar de gemaskerde man brengt redding. Nadien vertelt hij aan Jommeke dat hij moet verdwijnen uit het dorp. Dan pas zal hij Flip en Teofiel levend terugzien. De gemaskerde geeft Teofiel en Flip pilletjes die voor geheugenverlies zorgen. Flip en Teofiel herinneren zich niets. Dik tegen de zin van Jommeke wordt de reis verdergezet zodat ze het hele gebeuren van dat spookdorp zullen vergeten. Ze hebben er uiteindelijk niets mee te maken, besluit Teofiel.
Terug thuis blijft het avontuur in Ierland door het hoofd van Jommeke spoken. Hij snapt niet hoe die levensechte spookbeelden kunnen verschijnen. Hij doet zijn verhaal aan professor Gobelijn. Die snapt het onmiddellijk. Hij heeft namelijk een soort projectie ontwikkeld waar men een foto kan mee projecteren. Daarvoor moet men foto's in een speciaal lasertoestel steken. Omdat het lichtprojecties zijn kan men er gewoon doorheen stappen en lijken ze super echt te zijn. Nu blijkt er nog de vraag te zijn, waarom juist in dat vissersdorpje? Professor Gobelijn weet te vertellen dat er in dat dorpje een stuk meteoriet is ingeslagen, dat ook een stuk uit de maan heeft geslagen. Het bevat manoliet, een edelsteen die zeer zeldzaam en heel kostbaar is.
Jommeke brengt Flip en Filiberke op de hoogte. Samen vertrekken ze terug naar Ierland op spokenjacht. Ze gaan naar de rotsen, waar ze de bandiet waarschijnlijk gaan vinden. Ze stellen vast dat de herbergier de gemaskerde bedrieger is. Met een drankje van Gobelijn kan Jommeke zich onzichtbaar maken. De herbergier wordt vastgebonden en tot een bekentenis gedwongen. De man wordt overgedragen aan de politie en het geheim van de geluiden en spookbeelden wordt uit de doeken gedaan.
Tot slot komt het gewone leven van het dorpje weer op gang. Het manoliet wordt eerlijk verdeeld onder de inwoners. En een opmerkelijk standbeeld van Jommeke krijgt een ereplaats op de kade.

## Achtergronden bij het verhaal
- Het drankje dat Jommeke onzichtbaar maakt is een eerder gebruikte uitvinding van uit het album Het wonderdrankje.